# Língua bávara
O bávaro ou austro-bávaro é um grande grupo de variações linguísticas do alto-alemão. Embora pertença ao alto-alemão tal como o alemão-padrão, não se trata da mesma língua. No entanto, o austro-bávaro e o alemão padrão influenciaram-se mutuamente e a grande maioria dos falantes de austro-bávaro também fala o alemão padrão.

## História
A forma  dialetal Austro-Bávara tem suas origens na tribo germânica dos Bávaros, que estabeleceram um Ducado tribal que cobria o que são hoje a Baviera e partes da Áustria, no início da Idade Média, tendo sido vassalos de Carlos Magno. Porém, aos poucos, esses foram migrando para oeste ao longo do rio Danúbio e nos Alpes para todas as áreas onde hoje se fala o Austro-Bávaro. Os linguistas Alemães se referem a essa variante linguística, o grupo dos três dialetos do Alemão Alto oriental, como simplesmente o "Bairisch" (Bávaro, sem considerar o "Austro"). São divididos em "Oberpfälzisch" (Palatinado Alto, ex. Bávaro Norte), "Donaubairisch" (Bávaro do Danúbio ex..Bávaro Central)  "Alpenbairisch" (Bávaro Alpino, ex. Bávaro Sul).
Tais áreas foram províncias do Império Romano e as línguas faladas por sua população tinham como base o Latim. Essas línguas locais foram substituídas por dialetos germânicos dos imigrantes que foram tomando a região bávara e expulsando os antigos habitantes. Esse desenvolvimento difere bem do que ocorreu na Gália e na Hispânia, onde os as línguas germânicas dos invasores que conquistaram essas áreas depois dos romanos exerceram influência pequenas sobre as línguas e dialetos românicos das populações locais.
Na Alemanha, a palavra muito antiga "Bairisch", a qual se refere à linguagem, é bem diferenciada da palavra "Bayerisch" do século XIX, que se refere ao estado da Baviera. Por causa das paixões do Rei Luís I da Baviera por tudo que referisse à Grécia antiga, a palavra alemã referente à Baviera é escrita "Bayern", com o 'y', Grego. Isso reflete o crescimento da influência da Baviera, depois do Congresso de Viena, sobre áreas culturalmente não bávaras, como a Suábia e a Francônia, e as tentativas de integrar essas áreas ao novo Império Alemão. A linguagem, porém, ficou como "Bairisch", usando o 'i' românico.

## Influência do latim
Por influência dos dialetos Românicos dos habitantes pre-germânicos, alguma influência do latim pode ser percebida no léxico  e na morfologia. Exemplos dessa influência estão nas palavras como "Semmel" ou "Semmi" vindo do Latino "seminário" (seed) e os topônimos Bregenz ("Brigantia"), Ratisbona ("Castra Regina"), Passau ("Castra Batavia"), Wels ("Ovilava"), Linz ("Lentia"), Wien ("Vindobona").

## Classificação
O código internacional SIL para o idioma "Bávaro" é BAR. Á língua tem também seu próprio código ISO 639, sendo classificada como uma "Gêrmanica (outra)", língua coletiva de código "gem". O Bávaro é membro da família do Alemão Alto junto com o Alemão alemânico (que inclui o Alemão Suábio e o Alemão Suíço), enquanto que o Alemão padrão faz parte da família do Alemão Médio, junto com o Saxão Alto, que é em termos linguísticos uma dialeto da Turíngia.

## Localização
O "Austro-Bávaro" é falado: 
- Na Baviera:
  - Alta Baviera
  - Baixa Baviera
  - Alto Palatinado
- Na Áustria:
  - em todas regiões do país, exceto nos estados-federados de Vorarlberg, em partes do distrito de Reutte no Tirol , onde o dialeto alemão alemânico é falado.
- Na Suíça:
  - na vila de Samnaun, no cantão dos Grisões.
- Na Itália:
  - em toda a província autónoma de Bolzano (ou Tirol do Sul) e por pequenas comunidades falantes de alemão no Véneto.
- na Hungria:
  - A cidade de Sopron (Ödenburg) é oficialmente bilingue.

## Sub-grupos
Há três grupos maiores de dialetos do Austro-Bávaro:
- Austro-Bávaro do Norte, falado no distrito de Wunsiedel na Alta Francónia
- Austro-Bávaro do Norte, falado ao longo do rio Isar e do rio Danúbio, também por 20% da população de Munique e ainda na Alta Baviera, Baixa Baviera, no sul do Alto Palatinado, no distrito de Aichach-Friedberg na Suábia, nas partes do norte de Salzburgo (estado), na Alta Áustria e Baixa Áustria, em Viena, no norte de Burgenland.)
- Austro-Bávaro do Norte, falado no Tirol (Áustria), na Província autónoma de Bolzano, em Caríntia e Estíria (Áustria), em partes sul de Salzburgo e Burgenland.

Há diferenças bem claras entre esses três sub-grupos, os quais na Áustria coincidem em grande parte com fronteiras entre estados. Os sotaques da Caríntia, Estíria e Tirol podem ser facilmente reconhecidos. Há também marcante diferença entre o Austro Bávaro do Leste e do Centro-Oeste, que coincide com a fronteira da Áustria com a Baviera. Além disso, o dialeto de Viena ("Schönbrunner Deutsch"), com seu "cantar" melódico e um "a" muito "brilhante", tem características bem próprias que o distinguem dos demais. Porém, os vários dialetos Austro-Bávaros são inteligíveis mutuamente, com algumas exceções no Tirol.

## Uso
Em contraste com os muitos demais dialetos do Alemão, o Austro-Bávaro difere bastante do Alemão Padrão de modo que seus falantes nativos não conseguem adotar a pronúncia alemã. Todos alfabetizados da Baviera e da Áustria, porém, poder ler, escrever e entender o Alemão alto (padrão), mas quase não falam, principalmente nas áreas rurais. Nesses locais, o alemão padrão fica restrito à linguagem escrita, sendo chamado frequentemente de "Schriftdeutsch" (Alemão escrito), em lugar do termo "Hochdeutsch" (Alemão alto ou Padrão).

## Educação
Baviera e Áustria usam oficialmente o Alemão Padrão na educação fundamental. Com a educação universal se difundindo cada vez mais, a exposição do falantes do Austro-Bávaro ao Alemão Alto foi crescendo e muitos dos jovens, principalmente nas áreas urbanas falam o alemão padrão, apenas com um ligeiro sotaque. Na Áustria, alguns aspectos da gramática e pronúncia são ensinados nas classe de Alemão Alto.

### Literatura
Embora haja gramáticas, vocabulários e uma Bíblia traduzida para a Austro-Bávaro, não há um ortografia padrão comum. Há poemas escritos nos vários dialetos Austro-Bávaros e muitas canções populares também usam a língua, principalmente as pertencentes à onda Austropop dos anos 70 e 80.
Mesmo sendo o Austro-Bávaro a língua falada no dia a dia nas suas regiões, o Alemão Padrão, frequentemente com muita influência regional, é a língua preferida pela mídia de massa.

## Gramática
O passado simples é muito raro em Austro-Bávaro, sendo restrito a pouquíssimos verbos, como "ser" e "querer". Em geral o passado perfeito é o único usado para indicar o pasado.

### Alcunhas
Muitos dos bávaros têm normalmente alcunhas para seus nome bávaros e alemães, como, por exemplo, Joseph, Theresa ou Edmund (alcunhas Sepp'l ou Sepp, Resi ou Ede respectivamente). Também costumam se referir aos nome de família que vêm antes da alcunha - como der Stoiber Ede (o Ede da família Stoiber) em lugar de Edmund Stoiber (político bávaro). Nesse caso o uso do artido ("der") é mandatório).

## Exemplos de diferenças
| Austríaco     | S' Boarische is a Grubbm vô Dialektn im Sü(i)dn vôm daitschn Språchraum.         |
| Bávaro        | S' Boarische is a Grubbm vo Dialekt im Sidn vom daitschn Språchraum.             |
| Alemão padrão | Das Bairische ist eine Gruppe von Dialekten im Süden des deutschen Sprachraumes. |
| Português     | Bávaro é um grupo de dialetos da região ao sul da área de falantes do Alemão.    |

| Austríaco     | Serwas/Hawedèrè/Griaß Di, i bî da Pèda und kumm/kimm vô Minga.     |
| Bávaro        | Serwus/Habèderè/Griaß Di, i bin/bî da Pèda und kumm/kimm vo Minga. |
| Alemão padrão | Hallo/Servus/Grüß dich, ich bin Peter und ich komme aus München.   |
| Português     | Olá, eu sou (o) Peter e venho de Munique.                          |

| Austríaco     | D'Lisa/'s-Liasl håd se an Hàxn brochn/brocha. |
| Bávaro        | As Liasal håd se an Hàxn/Hàx brocha.          |
| Alemão padrão | Lisa hat sich das Bein gebrochen.             |
| Português     | Lisa quebrou/partiu a perna.                  |

| Austríaco | I hå/håb/hã/hò a Göid/Gòid gfundn.      |
| Bávaro    | I hå/håb a Gèid/Gòid/Göld gfundn/gfuna. |
| Alemão    | Ich habe Geld gefunden.                 |
| Português | Eu achei/encontrei dinheiro.            |